# 1994 en Tunisie
Chronologie de la Tunisie
- 1990
- 1991
- 1992
- 1993
- 1994
- 1995
- 1996
- 1997
- 1998

Cet article présente les faits marquants de l'année 1994 en Tunisie ou relatifs à la Tunisie.

## Événements
- 24 février : la loi no 94-35 relative au code du patrimoine archéologique, historique et des arts traditionnels entre en vigueur[1] : « Article 1 - Est considéré patrimoine archéologique, historique ou traditionnel tout vestige légué par les civilisations ou les générations antérieures, découvert ou recherché, en terre ou en mer qu'ils soient meubles, immeubles, documents ou manuscrits en rapports avec les arts, les sciences, les croyances, les traditions, la vie quotidienne, les événements publics ou autres datant des époques préhistoriques ou historiques et dont la valeur nationale ou universelle est prouvée. Le patrimoine archéologique, historique ou traditionnel fait partie du domaine public de l'Etat, à l'exception de celui dont la propriété privée a été légalement établie. ».
- 20 mars : 
  - le président Zine el-Abidine Ben Ali est réélu lors de l'élection présidentielle pour un second mandat avec 99,91 % des voix ; son parti, le Rassemblement constitutionnel démocratique, remporte 144 sièges à la Chambre des députés, l'amendement du Code électoral permettant à l'opposition d'occuper pour la première fois 19 sièges sur 163.
  - Moncef Marzouki tente de se présenter à l'élection présidentielle ; il passe quatre mois en prison[2] mais est libéré après l'intervention de Nelson Mandela[3].
  - le président Zine el-Abidine Ben Ali annonce la création de Canal 21, la télévision des jeunes, qui commence à émettre le 7 novembre.
- 26 mars-10 avril : la Tunisie organise la 19e coupe d'Afrique des nations de football.
- 12 juillet : la mission du premier contingent militaire tunisien, arrivé au Rwanda en 1993, prend fin[4].
- 4 septembre : un second contingent de 854 militaires tunisiens part pour le Rwanda[5].

## Sports

### Athlétisme
- Championnats de Tunisie d'athlétisme 1994

### Football
- Équipe de Tunisie de football à la Coupe d'Afrique des nations 1994
- Équipe de Tunisie de football en 1994
- Championnat de Tunisie de football 1993-1994
- Championnat de Tunisie de football 1994-1995
- Coupe de Tunisie de football 1993-1994
- Coupe de Tunisie de football 1994-1995

### Handball
- Championnat d'Afrique des nations féminin de handball 1994
- Championnat d'Afrique des nations masculin de handball 1994
- Championnat de Tunisie masculin de handball 1993-1994
- Championnat de Tunisie masculin de handball 1994-1995

### Judo
- Championnats d'Afrique de judo 1994

### Volley-ball
- Championnat de Tunisie masculin de volley-ball 1993-1994
- Championnat de Tunisie masculin de volley-ball 1994-1995

## Culture
- 12-19 novembre : la quinzième édition des Journées cinématographiques de Carthage a lieu ; les longs métrages suivants sont primés[6] :
  - Tanit d'or : Les Silences du palais de Moufida Tlatli (Tunisie).
  - Tanit d'argent : Bab El-Oued City de Merzak Allouache (Algérie).
  - Tanit de bronze : Le Ballon d'or de Cheik Doukouré (Guinée).
- Les hirondelles ne meurent pas à Jérusalem, film tunisien réalisé en 1994 par Ridha Béhi.
- Les Silences du palais, film franco-tunisien réalisé par Moufida Tlatli et sorti en 1994.

## Naissances en 1994
- Naissance en Tunisie en 1994

## Décès en 1994
- Décès en Tunisie en 1994